# Los Nevados nationalpark
Los Nevados nationalpark är en nationalpark i Colombia.   Den ligger i departementet Tolima, i den centrala delen av landet, 140 km väster om huvudstaden Bogotá. Los Nevados National Park ligger 4 514 meter över havet.
Årsmedeltemperaturen i trakten är 4 °C. Den varmaste månaden är mars, då medeltemperaturen är 6 °C, och den kallaste är juni, med 1 °C. Genomsnittlig årsnederbörd är 1 838 millimeter. Den regnigaste månaden är april, med i genomsnitt 248 mm nederbörd, och den torraste är juli, med 50 mm nederbörd.